# Répétition inversée
Une répétition inversée est une séquence d'acide nucléique — ADN ou ARN — accompagnée en aval de son complément inversé. Les deux parties de la séquence répétée inversée peuvent être séparées par un nombre variable de nucléotides :
5’-TTACGnnnnnnCGTAA-3’
3’-AATGCnnnnnnGCATT-5’
Lorsque les séquences répétée inversées sont contiguës, on parle de séquence palindromique :
5’-TTACGCGTAA-3’
3’-AATGCGCATT-5’
Elles ne doivent pas être confondues avec les répétitions directes, dans lesquelles les séquences sont simplement translatées sans être inversées :
5’-TTACGnnnnnnTTACG-3’
3’-AATGCnnnnnnAATGC-5’
De telles séquences répétées peuvent concerner quelques nucléotides ou bien un gène entier, et être largement dispersées ou au contraire arrangées en réseaux de tandems. Le tandem de séquences répétées peut être présent à raison de quelques copies localisées à une région particulière du génome, ou au contraire être très largement dispersé à raison de milliers de copies à travers tout le génome de la plupart des eucaryotes. Les séquences répétées d'environ 10 à 100 paires de bases sont appelées minisatellites tandis que les séquences plus courtes, de généralement 2 à 4 pb, sont appelées microsatellites. Parmi les séquences répétées les plus fréquentes se trouve la répétition de la séquence AC sur un brin d'ADN avec la séquence GT sur l'autre brin.
Les séquences uniques de l'ADN fonctionnent comme exons, comme introns et comme ADN régulateur ; les séquences répétées se trouvent généralement au niveau du centromère et des télomères, mais on en trouve également des quantités significatives dans l'ADN non codant.
Les répétitions inversées ont de nombreuses fonctions biologiques importantes. Elles délimitent les transposons et fournissent des régions autocomplémentaires, c'est-à-dire dont la séquence d'un brin peut s'apparier avec un autre segment du même brin. Ces propriétés jouent un grand rôle dans l'instabilité du génome et contribuent non seulement à l'évolution et à la diversité génétique mais aussi aux mutations et aux maladies.